# JWH-307
JWH-307 — химическое соединение, принадлежащее к семейству нафтоилиндолов.

## История
Запрет правительства Российской Федерации от 06.10.2011 коснулся всех каннабиноидов серии JWH, RCS-4, RCS-8 и их производных.